# Abbaretz
Abbaretz ([a.ba.ʁɛ]) est une commune de l'Ouest de la France, située dans le département de la Loire-Atlantique, en région Pays de la Loire ainsi qu'en Bretagne historique.

## Géographie

### Localisation

Situation de la commune d'Abbaretz (en rouge) dans le département de la Loire-Atlantique.

La commune d'Abbaretz est située à 50 km au nord de Nantes et 80 km au sud de Rennes ; elle se trouve sur la route départementale D 2, à 7,5 km à l'est de Nozay, et à une dizaine de kilomètres à l'ouest de La Meilleraye-de-Bretagne. Elle fait partie de la Bretagne historique, dans le Pays nantais.
| Treffieux     | Issé     |                           |
| Nozay         | Abbaretz | La Meilleraye-de-Bretagne |
| Puceul Saffré |          | Joué-sur-Erdre            |

### Climat
Pour des articles plus généraux, voir Climat des Pays de la Loire et Climat de la Loire-Atlantique.
En 2010, le climat de la commune est de type climat océanique franc, selon une étude du CNRS s'appuyant sur une série de données couvrant la période 1971-2000. En 2020, Météo-France publie une typologie des climats de la France métropolitaine dans laquelle la commune est exposée à un climat océanique et est dans la région climatique Bretagne orientale et méridionale, Pays nantais, Vendée, caractérisée par une faible pluviométrie en été et une bonne insolation.
Pour la période 1971-2000, la température annuelle moyenne est de 11,7 °C, avec une amplitude thermique annuelle de 13,6 °C. Le cumul annuel moyen de précipitations est de 779 mm, avec 11,7 jours de précipitations en janvier et 7,1 jours en juillet. Pour la période 1991-2020, la température moyenne annuelle observée sur la station météorologique de Météo-France la plus proche, sur la commune de Nort-sur-Erdre à 13 km à vol d'oiseau, est de 12,4 °C et le cumul annuel moyen de précipitations est de 760,4 mm,. Pour l'avenir, les paramètres climatiques de la commune estimés pour 2050 selon différents scénarios d'émission de gaz à effet de serre sont consultables sur un site dédié publié par Météo-France en novembre 2022.

## Urbanisme

### Typologie
Au 1er janvier 2024, Abbaretz est catégorisée commune rurale à habitat très dispersé, selon la nouvelle grille communale de densité à sept niveaux définie par l'Insee en 2022.
Elle est située hors unité urbaine. Par ailleurs la commune fait partie de l'aire d'attraction de Nantes, dont elle est une commune de la couronne,. Cette aire, qui regroupe 116 communes, est catégorisée dans les aires de 700 000 habitants ou plus (hors Paris),.

### Occupation des sols
L'occupation des sols de la commune, telle qu'elle ressort de la base de données européenne d’occupation biophysique des sols Corine Land Cover (CLC), est marquée par l'importance des territoires agricoles (89,1 % en 2018), en diminution par rapport à 1990 (90,3 %). La répartition détaillée en 2018 est la suivante : 
zones agricoles hétérogènes (41,1 %), terres arables (38,6 %), prairies (9,4 %), forêts (8,7 %), espaces verts artificialisés, non agricoles (1,2 %), zones urbanisées (1 %). L'évolution de l’occupation des sols de la commune et de ses infrastructures peut être observée sur les différentes représentations cartographiques du territoire : la carte de Cassini (XVIIIe siècle), la carte d'état-major (1820-1866) et les cartes ou photos aériennes de l'IGN pour la période actuelle (1950 à aujourd'hui).

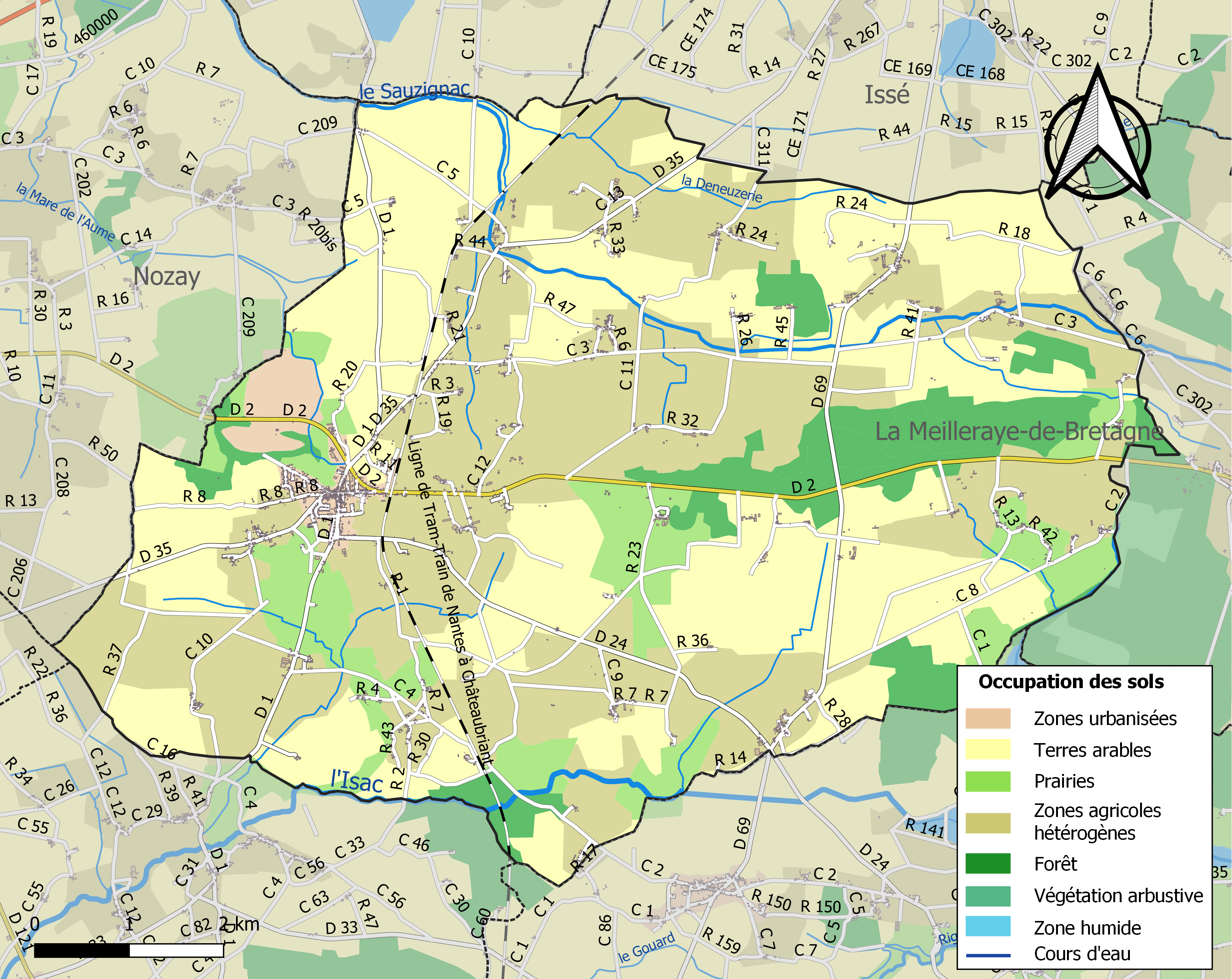
Carte des infrastructures et de l'occupation des sols de la commune en 2018 (CLC).

### Voies de communication et transports
La gare d'Abbaretz située sur la ligne de Nantes-Orléans à Châteaubriant rouverte sous la forme d'un tram-train le 28 février 2014 est desservie par huit aller-retours quotidiens avec la gare de Nantes (trajet en 49 minutes) et avec la gare de Châteaubriant (trajet en 19 minutes).

## Toponymie
Le nom de la localité est attesté sous les formes Abbaretiacum en 1123,,, Les Barrez 1140, Barreoz 1145, Abbarez en 1270, Abbaretz en 1287,.
L'hypothèse d'un toponyme breton, à savoir un composé des mots abad « abbé » et béred « cimetière », c'est-à-dire *Abadbered (forme non attestée) est incompatible avec la nature des formes anciennes primitives Abbaretiacum en 1123 et Abbaret en 1270. Si la forme la plus ancienne en -(i)acum est correcte, il s'agit d'un nom de lieu gallo-roman, cependant la forme attendue devrait être *Abbareté, à moins que c graphique note t, les deux lettres étant souvent confondues dans les documents anciens, d'où *Abbaretiatum. Albert Dauzat n'a pas traité ce toponyme dans son dictionnaire des noms de lieux, montrant par là qu'il n'en connaît pas l'étymologie.
Abbaretz possède un nom en gallo, la langue d'oïl locale, écrit Abâret selon l'écriture ABCD ou Abârè selon l'écriture MOGA. En gallo, le nom de la commune se prononce [a.bɑ.rɛ],. Le parler gallo d'Abbaretz a par ailleurs été étudié dans l'ouvrage Le parler gallo d'Abbaretz et d'ailleurs, publié par Serge Jouin en 1984.
En breton, elle a été dénommée Abbarez par l'Office de la Langue Bretonne.

## Politique et administration

### Administration municipale
Le nombre d'habitants au dernier recensement étant compris entre 1 500 et 2 499, le nombre de membres du conseil municipal est de 19.

### Tendances politiques et résultats
Lors des élections européennes de 2019, Abbaretz vote moins que la moyenne nationale (48,60 % contre 50,12 %).
La liste Renaissance, soutenue par LREM-MoDem, arrive en tête avec 22,10 % et 139 votes (22,41 % au niveau national), suivie du Rassemblement national, mené par Jordan Bardella, qui y obtient 18,60 % et 127 votes (23,34 % à l'échelle nationale).
EELV, mené par Yannick Jadot, y obtient un score légèrement supérieur à son score national (15,90 % contre 13,48 %).
Les Républicains y obtiennent un score supérieur à leur score national (10,02 % contre 8,48 %).
La France Insoumise menée par Manon Aubry y réalise un score supérieur à son score hexagonal (7,31 % contre 6,31 %) tandis que le PS fait 5,72 % contre 6,13 % au niveau national.
Les autres partis obtiennent des scores inférieurs à 5 %.
Le résultat de l'élection présidentielle de 2012 dans cette commune est le suivant :
| Candidat       | Candidat                    | Premier tour | Premier tour | Second tour | Second tour |
| Candidat       | Candidat                    | Voix         | %            | Voix        | %           |
| -------------- | --------------------------- | ------------ | ------------ | ----------- | ----------- |
|                | Eva Joly (EÉLV)             | 35           | 3,12         |             |             |
|                | Marine Le Pen (FN)          | 184          | 16,40        |             |             |
|                | Nicolas Sarkozy (UMP)       | 338          | 30,12        | 568         | 52,84       |
|                | Jean-Luc Mélenchon (FG)     | 140          | 12,48        |             |             |
|                | Philippe Poutou (NPA)       | 21           | 1,87         |             |             |
|                | Nathalie Arthaud (LO)       | 4            | 0,36         |             |             |
|                | Jacques Cheminade (SP)      | 2            | 0,18         |             |             |
|                | François Bayrou (MoDem)     | 94           | 8,38         |             |             |
|                | Nicolas Dupont-Aignan (DLR) | 22           | 1,96         |             |             |
|                | François Hollande (PS)      | 282          | 25,13        | 507         | 47,16       |
|                |                             |              |              |             |             |
| Inscrits       | Inscrits                    | 1372         | 100,00       | 1372        | 100,00      |
| Abstentions    | Abstentions                 | 229          | 16,69        | 260         | 18,95       |
| Votants        | Votants                     | 1143         | 83,31        | 1112        | 81,05       |
| Blancs et nuls | Blancs et nuls              | 21           | 1,84         | 37          | 3,33        |
| Exprimés       | Exprimés                    | 1122         | 98,16        | 1075        | 96,67       |

Le résultat de l'élection présidentielle de 2017 dans cette commune est le suivant :
| Candidat    | Candidat                    | Premier tour | Premier tour | Deuxième tour | Deuxième tour |  |
| Candidat    | Candidat                    | %            | Voix         | %             | Voix          |  |
| ----------- | --------------------------- | ------------ | ------------ | ------------- | ------------- |  |
|             | Nicolas Dupont-Aignan (DLF) | 5,79         | 69           |               |               |  |
|             | Marine Le Pen (FN)          | 19,23        | 229          | 32,59         | 329           |  |
|             | Emmanuel Macron (EM)        | 21,41        | 255          | 67,49         | 683           |  |
|             | Benoît Hamon (PS)           | 6,30         | 75           |               |               |  |
|             | Nathalie Arthaud (LO)       | 1,26         | 15           |               |               |  |
|             | Philippe Poutou (NPA)       | 1,26         | 15           |               |               |  |
|             | Jacques Cheminade (SP)      | 0,34         | 4            |               |               |  |
|             | Jean Lassalle (RES)         | 1,18         | 14           |               |               |  |
|             | Jean-Luc Mélenchon (LFI)    | 19,82        | 236          |               |               |  |
|             | François Asselineau (UPR)   | 0,59         | 7            |               |               |  |
|             | François Fillon (LR)        | 22,84        | 272          |               |               |  |
|             |                             |              |              |               |               |  |
| Inscrits    | Inscrits                    | 1 456        | 100,00       | 1 456         | 100,00        |  |
| Abstentions | Abstentions                 | 237          | 16,28        | 305           | 20,95         |  |
| Votants     | Votants                     | 1 219        | 83,72        | 1 151         | 79,05         |  |
| Blancs      | Blancs                      | 20           | 1,64         | 111           | 9,64          |  |
| Nuls        | Nuls                        | 8            | 0,66         | 28            | 2,43          |  |
| Exprimés    | Exprimés                    | 1 191        | 97,70        | 1 012         | 87,92         |  |

### Jumelages
Au 19 juin 2014, Abbaretz n'est jumelée avec aucune commune.

## Population et société

### Démographie
Selon le classement établi par l'Insee, Abbaretz fait partie de l'aire urbaine et de la zone d'emploi de Nantes et du bassin de vie de Nozay. Elle n'est intégrée dans aucune unité urbaine. Toujours selon l'Insee, en 2010, la répartition de la population sur le territoire de la commune était considérée comme « peu dense » : 61 % des habitants résidaient dans des zones « peu denses » et 39 % dans des zones « très peu denses ».

#### Évolution démographique
L'évolution du nombre d'habitants est connue à travers les recensements de la population effectués dans la commune depuis 1793. Pour les communes de moins de 10 000 habitants, une enquête de recensement portant sur toute la population est réalisée tous les cinq ans, les populations de référence des années intermédiaires étant quant à elles estimées par interpolation ou extrapolation. Pour la commune, le premier recensement exhaustif entrant dans le cadre du nouveau dispositif a été réalisé en 2005.

En 2022, la commune comptait 2 052 habitants, en évolution de −0,77 % par rapport à 2016 (Loire-Atlantique : +6,68 %, France hors Mayotte : +2,11 %).
| 1793  | 1800 | 1806  | 1821  | 1831  | 1836  | 1841  | 1846  | 1851  |
| ----- | ---- | ----- | ----- | ----- | ----- | ----- | ----- | ----- |
| 1 135 | 829  | 1 266 | 1 505 | 1 671 | 1 729 | 1 814 | 2 274 | 2 363 |

| 1856  | 1861  | 1866  | 1872  | 1876  | 1881  | 1886  | 1891  | 1896  |
| ----- | ----- | ----- | ----- | ----- | ----- | ----- | ----- | ----- |
| 2 454 | 2 493 | 2 623 | 2 694 | 2 727 | 2 693 | 2 706 | 2 775 | 2 803 |

| 1901  | 1906  | 1911  | 1921  | 1926  | 1931  | 1936  | 1946  | 1954  |
| ----- | ----- | ----- | ----- | ----- | ----- | ----- | ----- | ----- |
| 2 732 | 2 730 | 2 763 | 2 523 | 2 392 | 2 345 | 2 277 | 2 087 | 2 183 |

| 1962  | 1968  | 1975  | 1982  | 1990  | 1999  | 2005  | 2006  | 2010  |
| ----- | ----- | ----- | ----- | ----- | ----- | ----- | ----- | ----- |
| 2 020 | 2 007 | 1 828 | 1 647 | 1 572 | 1 509 | 1 711 | 1 747 | 1 916 |

| 2015  | 2020  | 2022  | - | - | - | - | - | - |
| ----- | ----- | ----- | - | - | - | - | - | - |
| 2 042 | 2 056 | 2 052 | - | - | - | - | - | - |

#### Pyramide des âges
La population de la commune est relativement jeune.
En 2018, le taux de personnes d'un âge inférieur à 30 ans s'élève à 38,1 %, soit au-dessus de la moyenne départementale (37,3 %). À l'inverse, le taux de personnes d'âge supérieur à 60 ans est de 20,6 % la même année, alors qu'il est de 23,8 % au niveau départemental.
En 2018, la commune comptait 1 047 hommes pour 1 032 femmes, soit un taux de 50,36 % d'hommes, légèrement supérieur au taux départemental (48,58 %).
Les pyramides des âges de la commune et du département s'établissent comme suit.
| Hommes | Classe d’âge | Femmes |
| ------ | ------------ | ------ |
| 0,5    | 90 ou +      | 0,7    |
| 4,7    | 75-89 ans    | 7,2    |
| 13,1   | 60-74 ans    | 14,9   |
| 21,9   | 45-59 ans    | 19,0   |
| 20,9   | 30-44 ans    | 20,9   |
| 15,9   | 15-29 ans    | 14,7   |
| 22,9   | 0-14 ans     | 22,6   |

| Hommes | Classe d’âge | Femmes |
| ------ | ------------ | ------ |
| 0,6    | 90 ou +      | 1,8    |
| 6      | 75-89 ans    | 8,6    |
| 15,1   | 60-74 ans    | 16,4   |
| 19,4   | 45-59 ans    | 18,8   |
| 20,1   | 30-44 ans    | 19,3   |
| 19,2   | 15-29 ans    | 17,4   |
| 19,5   | 0-14 ans     | 17,6   |

## Culture locale et patrimoine

### Lieux et monuments
Sur le site de l'ancienne mine d'Abbaretz (étain) se trouvent :
- un lac, d'une superficie de 15 hectares, formé par l'inondation de l'ancienne mine. Il est consacré à pratique du ski nautique ;
- un terril, s'élevant à 121 mètres d'altitude (soit 5 mètres de plus que la colline de la Bretèche, le point culminant naturel du département). On peut y pratiquer de la randonnée pédestre et du parapente.

Le châtaignier des Nonneries est un arbre classé.
Les bâtiments des anciennes forges de la Jahotière abritent désormais un manoir rénové en salles de réception et en hébergement.
La cité ouvrière Hector-Pétin a été construite en 1951 sur demande de la Société nantaise des minerais de l'Ouest (SNMO). Elle était destinée à l'hébergement des ouvriers employés dans la mine d'étain toute proche. Elle est composée de 22 logements, 14 pavillons simples et 4 pavillons doubles. Toutes ces bâtisses sont faites en parpaings avec enduit de ciment et toits à longs pans de tuiles. Elles sont réparties en trois zones, à chaque fois une disposition concentrique a été adoptée. La cité doit son nom à Hector Pétin, administrateur de la SMNO.
- Mottes et retranchements, dits « buttes du château »[43].

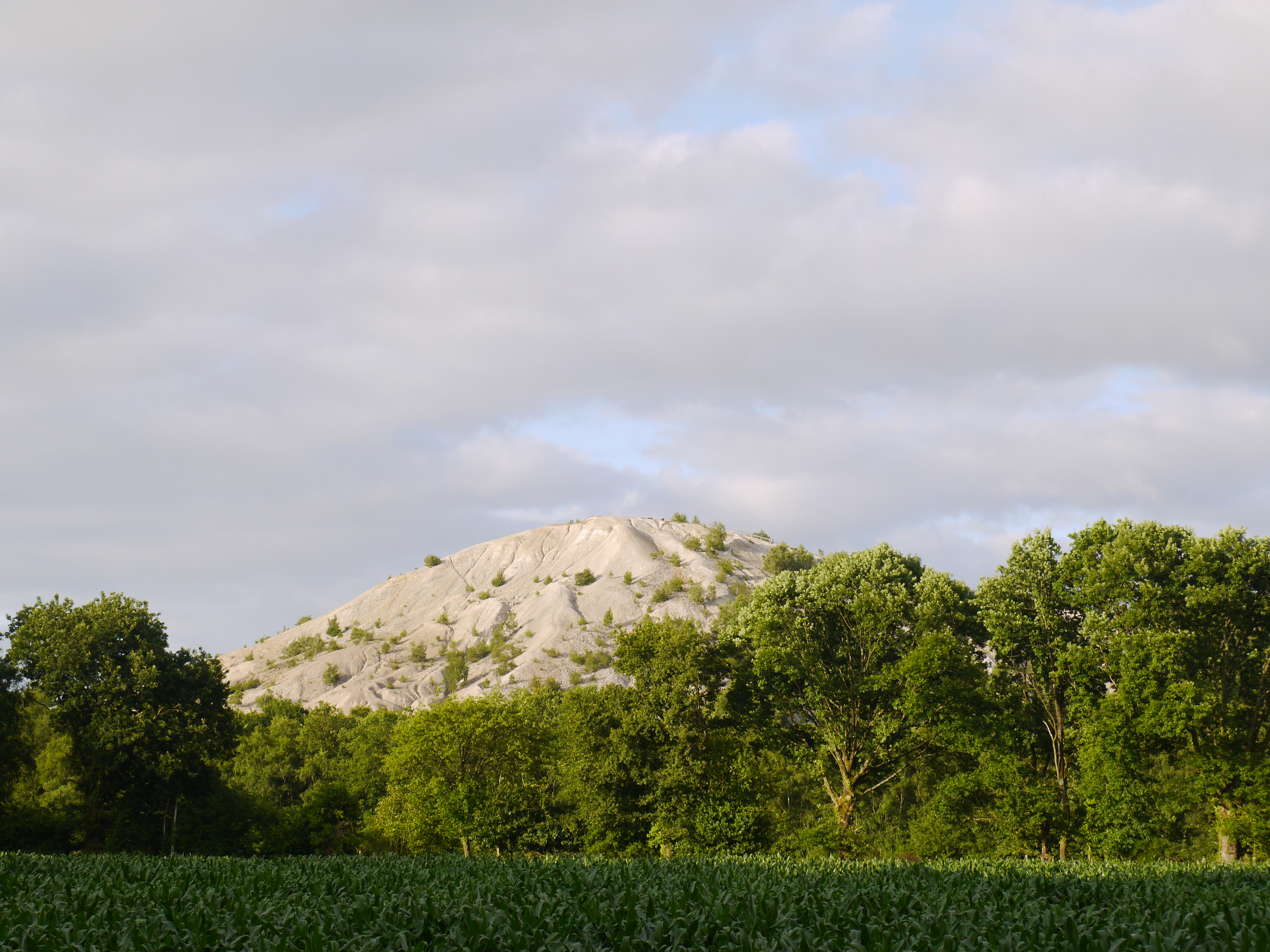
Le terril de l’ancienne mine.
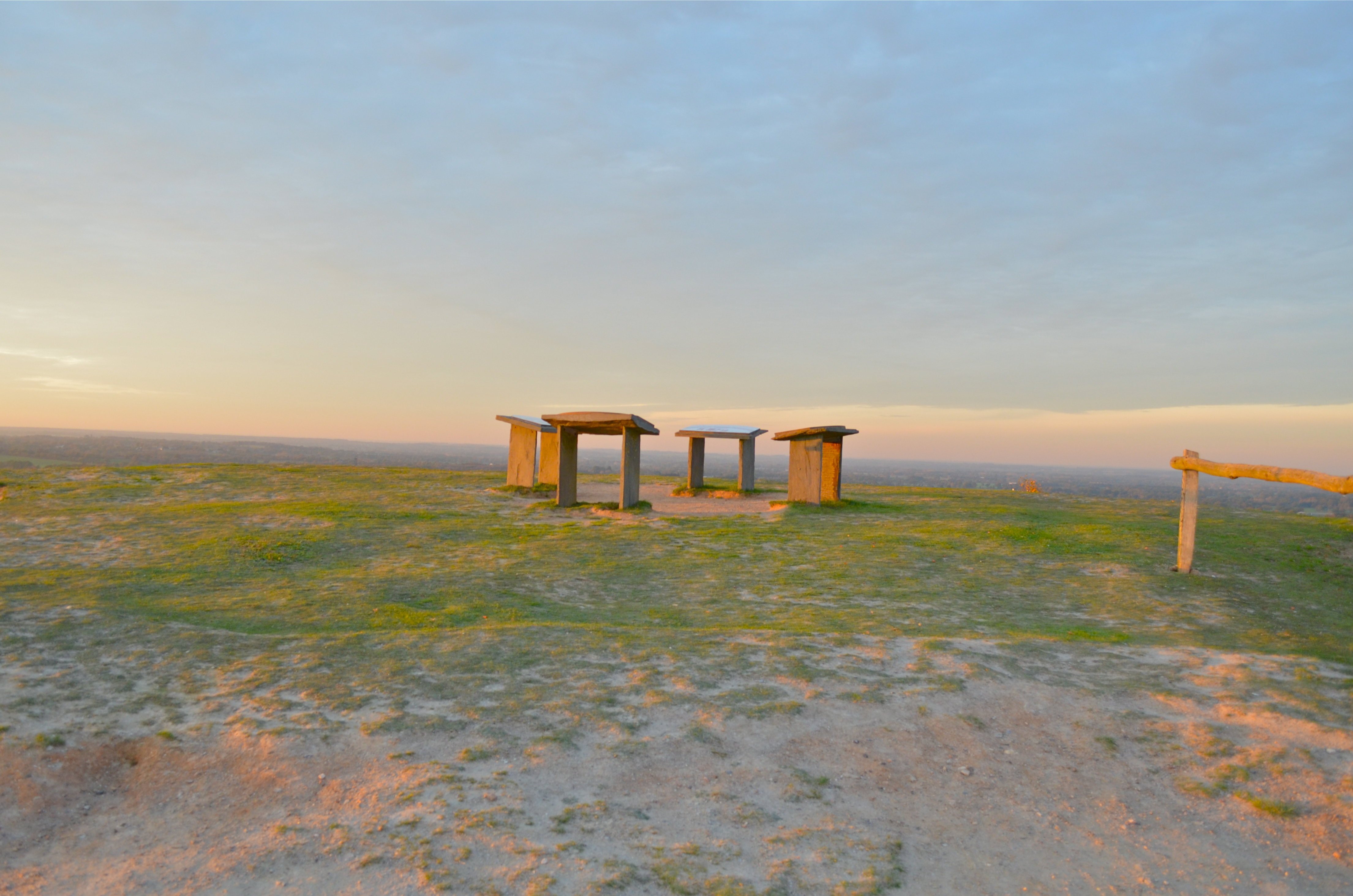
Sommet du terril.
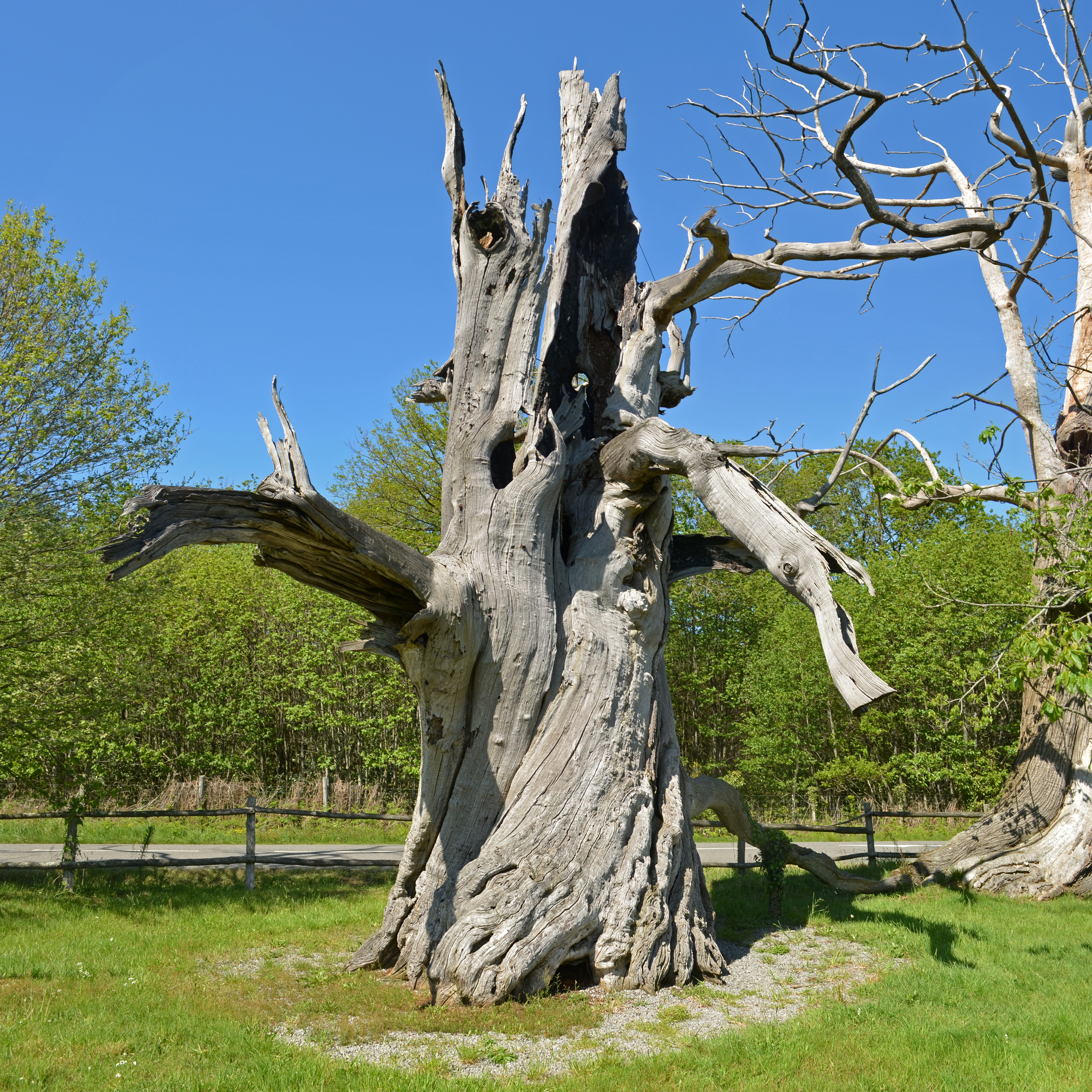
Châtaignier des Nonneries.
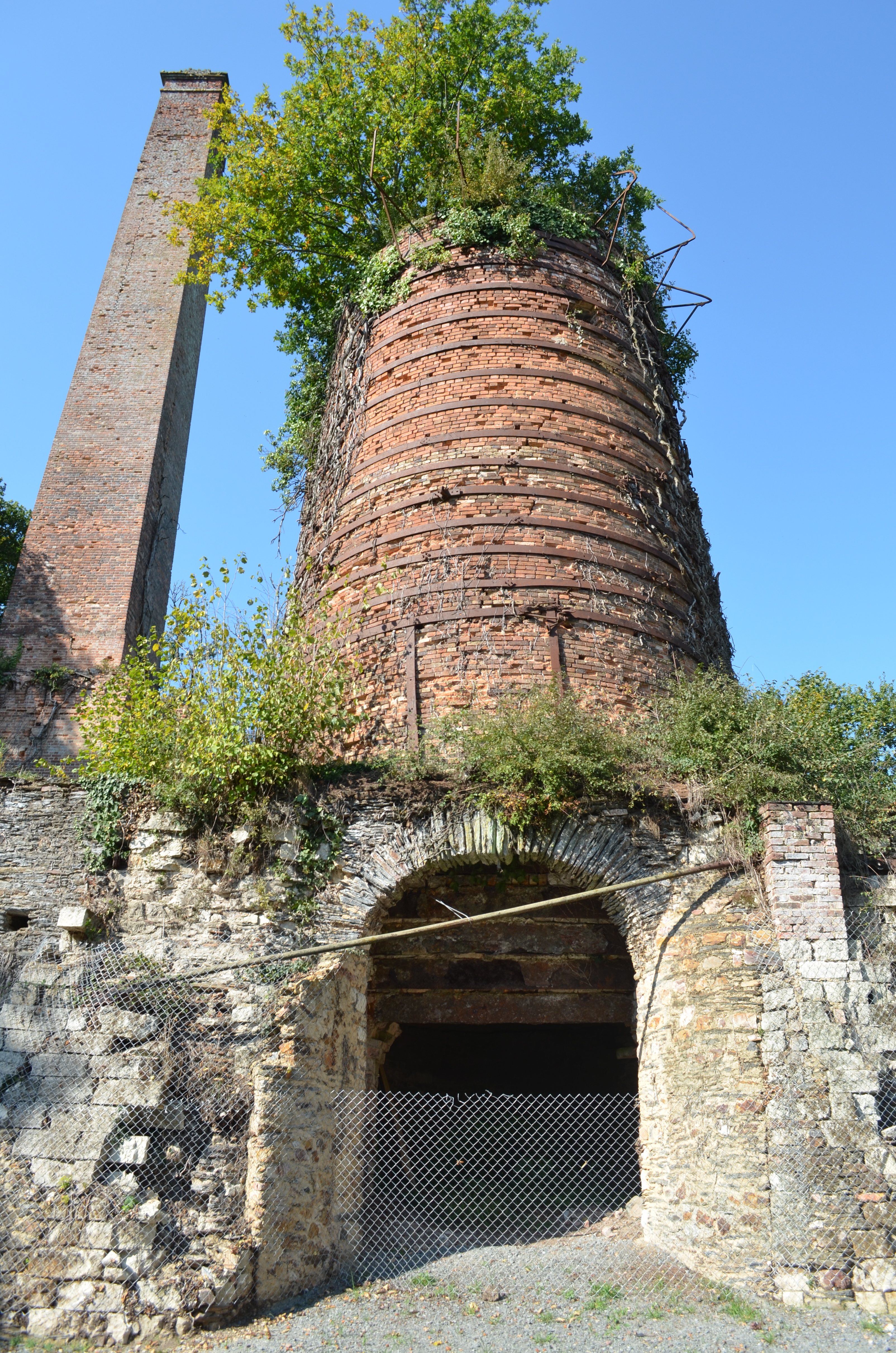
Ruines de l'ancienne forge.
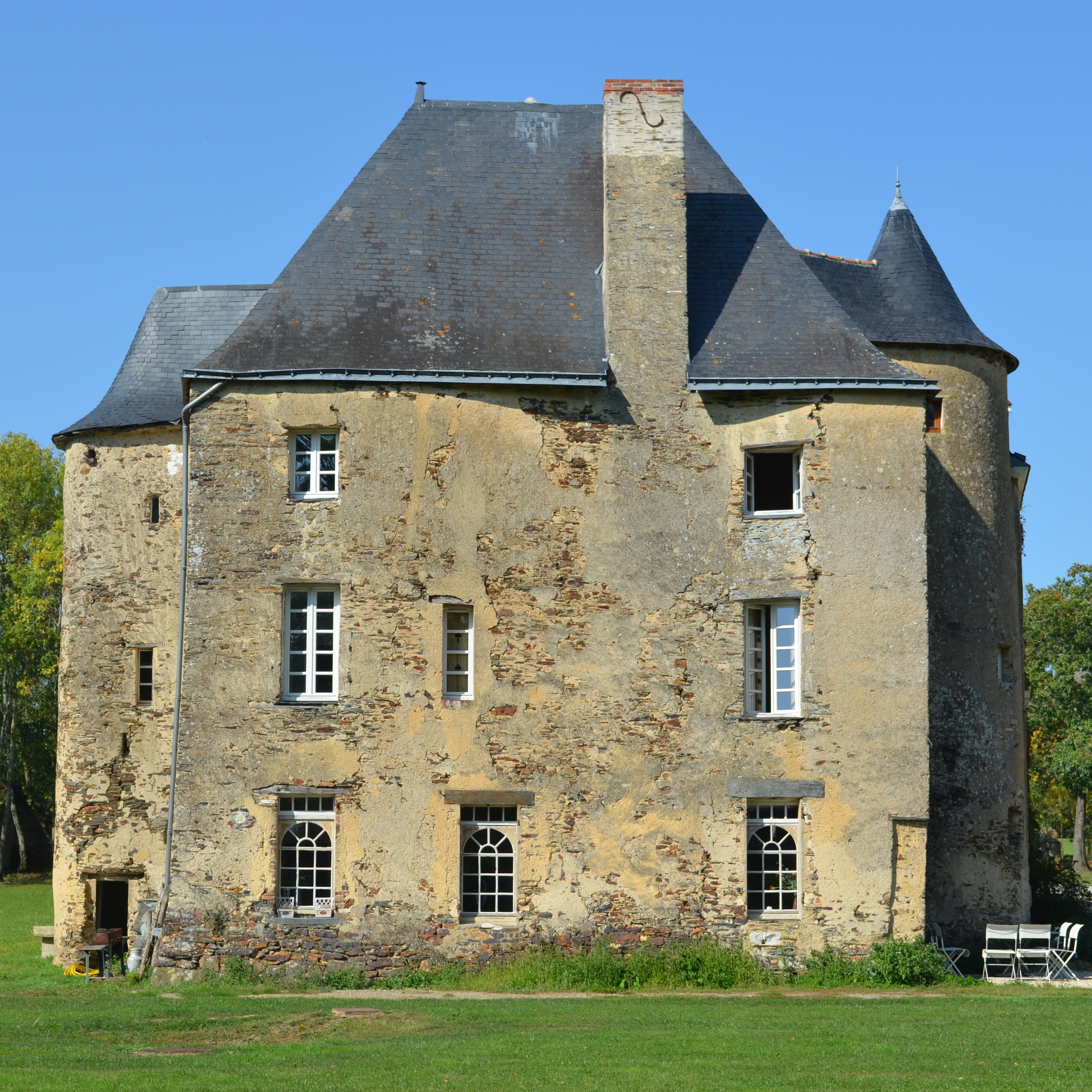
Logis de la Jahotière.
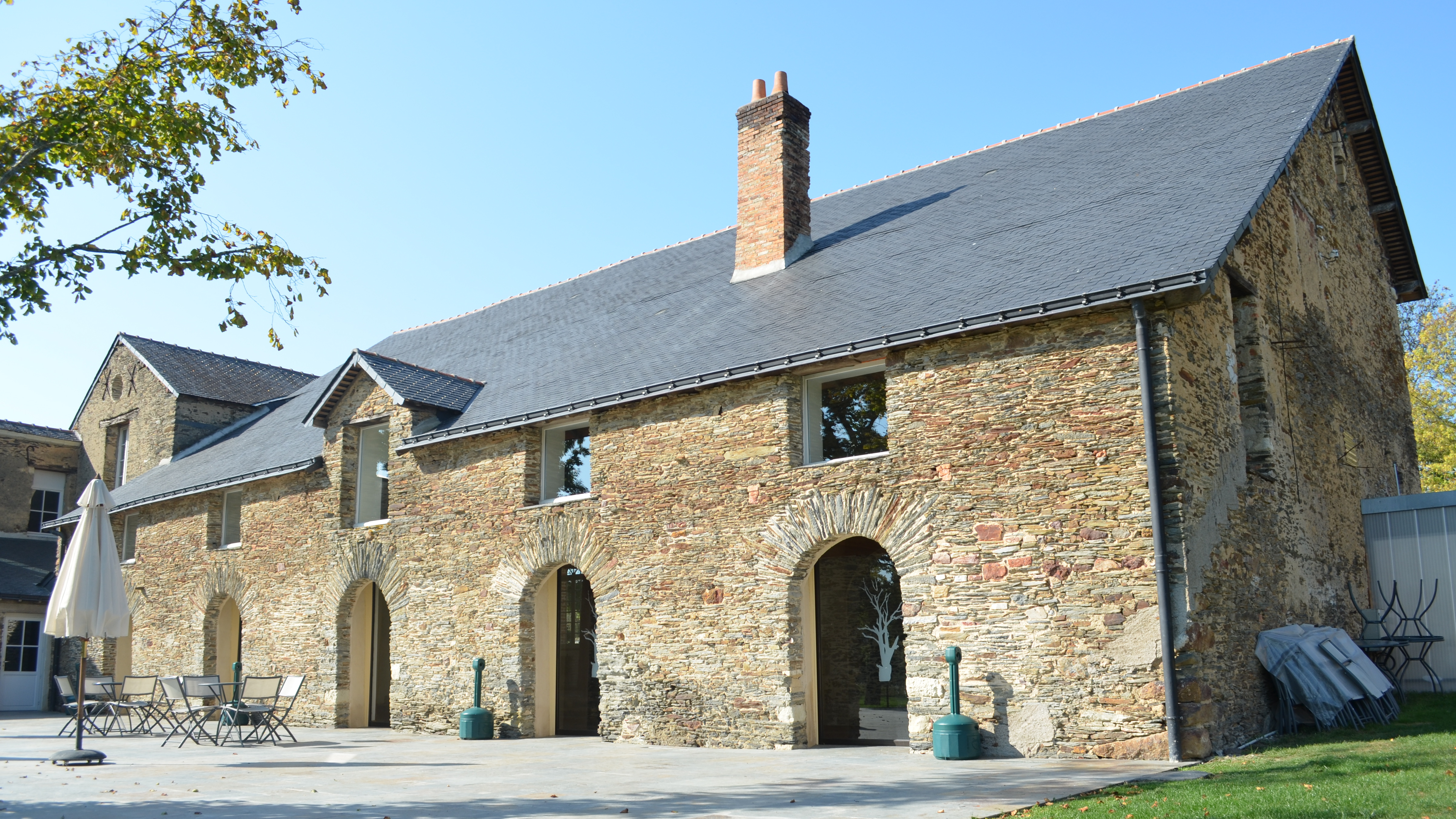
Bâtiments de la Jahotière.

### Équipements culturels
Les Abbarois disposent : 
D'une salle de concert, tenu par l'association Au Milieu De Nulle Part, chaque deuxième mardi du mois au Manoir de la Jahotière.
D'un tiers-lieu : le 3e lieu regroupant boutiques, espace de coworking et proposant diverses activités accessibles à tous.

### Langues
Les langues utilisées sont le français et le parler d'oïl, dit, récemment, « gallo ». Le parler d'Abbaretz est en voie d'extinction ; Serge Jouin l'a étudié, son lexique notamment, dans une thèse Le parler gallo d'Abbaretz et d'ailleurs…, publiée en deux tomes, en 1982 et en 1984.
Abbaretz est aussi un des points d'enquête de l'atlas linguistique (ALBRAM) de messieurs Guillaume et Chauveau.

### Héraldique
| Blason | Blasonnement : De gueules à la croix de sable, cantonnée : au premier, d'un terril d'argent ; au deuxième, de gueules au rencontre de bœuf de sable ; au troisième, de gueules chargé d'une gerbe d'or liée du même ; au quatrième, d'hermine ; sur le tout, d'argent au croissant de gueules accompagné de trois crampons, 2 et 1, le senestre contourné. Commentaires : L'hermine évoque le blasonnement d'hermine plain de la Bretagne, rappelant l'appartenance passée de la ville au duché de Bretagne. Blason conçu par M. Le Rossignol ; en usage depuis 1983. |

### Personnalités liées à la commune
- Pierre-Sébastien Boulay-Paty (1763-1830), homme politique